# Paul de Lamerie

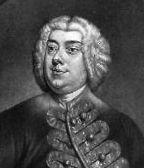
Paul de Lamerie

Paul de Lamerie (* 1688; † 1751) war einer der bekanntesten englischen Goldschmiede seiner Generation. Lameries hugenottische Eltern hatten Frankreich nach dem Edikt von Fontainebleau (1685) verlassen. Zuerst wohnte sein Vater Paul Souchay de la Merie mit der Familie in der Republik der Sieben Vereinigten Provinzen und zogen dann 1691 nach London. Lamerie ist dafür bekannt seit den 1730ern im Rokoko-Stil zu arbeiten.

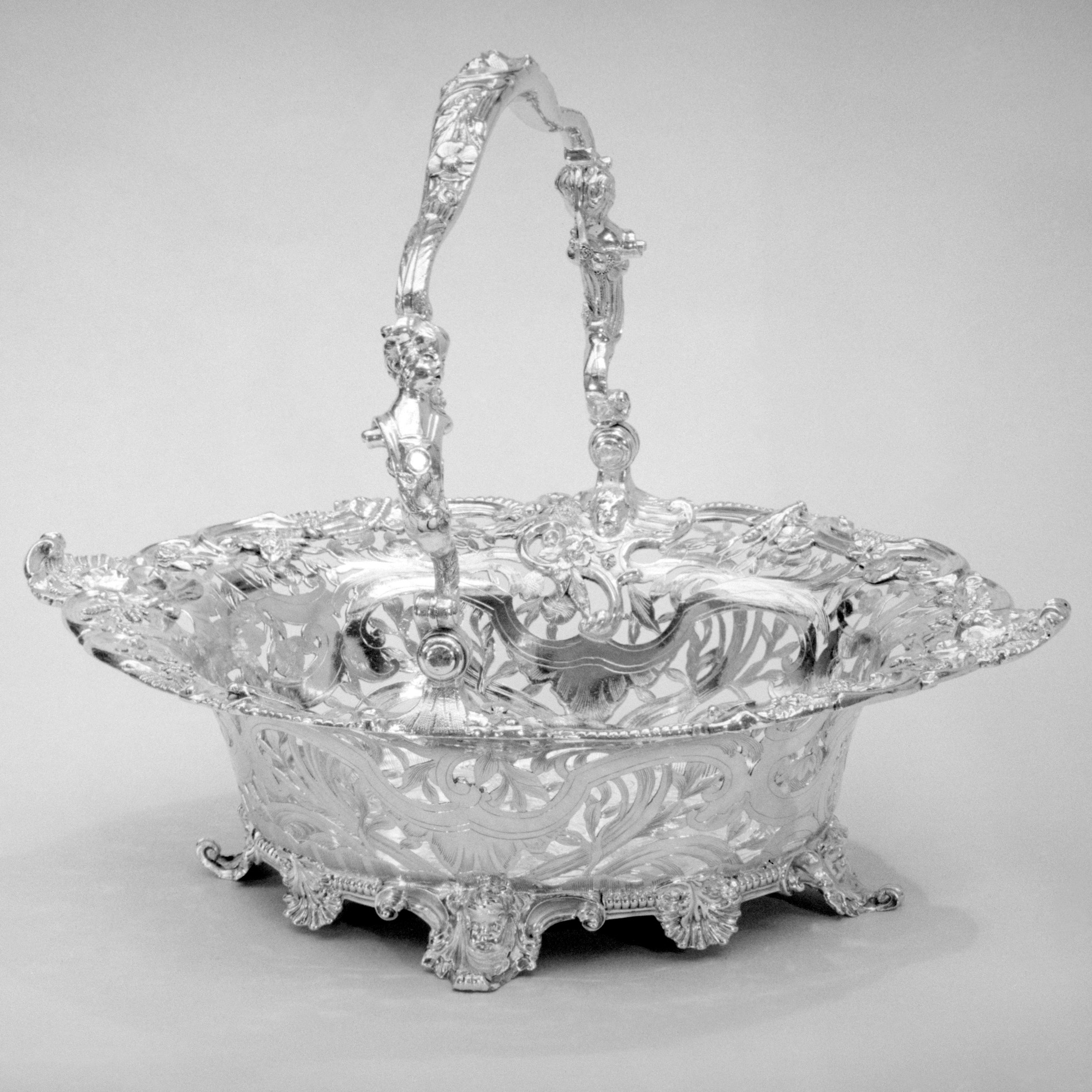
Paul de Lamerie, Cake basket (Metropolitan Museum)

Er eröffnete 1712 seinen Laden und wurde 1716 von Georg I. zum Goldschmied bestellt.